# Adelina Murio-Celli d’Elpeux
Adelina Murio-Celli d’Elpeux (ur. 1844 we Wrocławiu, zm. 10 kwietnia 1900 w Nowym Jorku) – polska śpiewaczka operowa, nauczycielka muzyki i kompozytorka.
Urodziła się we Wrocławiu z francusko-rosyjskich rodziców. W wieku 2 lat przeniosła się do Paryża. W wieku 15 lat zdobyła nagrodę za swój śpiew w Konserwatorium Paryskim. Następnie występowała we Włoszech, Hiszpanii, Francji, Austrii i Turcji. Następnie przeniosła się do Meksyku, gdzie została primadonną w stolicy w czasach panowania Maksymiliana I. Po jego śmierci przeniosła się do Hawany, a następnie do Stanów Zjednoczonych, gdzie została primadonną Grau Opera Company.
W 1870 zaprzestała występów scenicznych i zajęła się nauczaniem muzyki w Chicago. Wyszła za mąż za Ravina d’Elpeux, konsula Francji. W 1880 małżonkowie przenieśli się do Nowego Jorku, gdzie Adelina zmarła 10 kwietnia 1900 na zapalenie płuc.
Została pochowana na cmentarzu Green Wood w Brooklynie.